# Cattleya wilsoniana
Cattleya wilsoniana är en orkidéart som beskrevs av Heinrich Gustav Reichenbach. Cattleya wilsoniana ingår i släktet Cattleya och familjen orkidéer. Inga underarter finns listade i Catalogue of Life.

## Bildgalleri

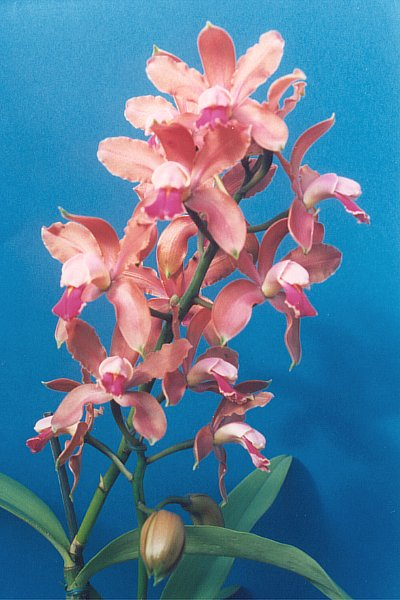
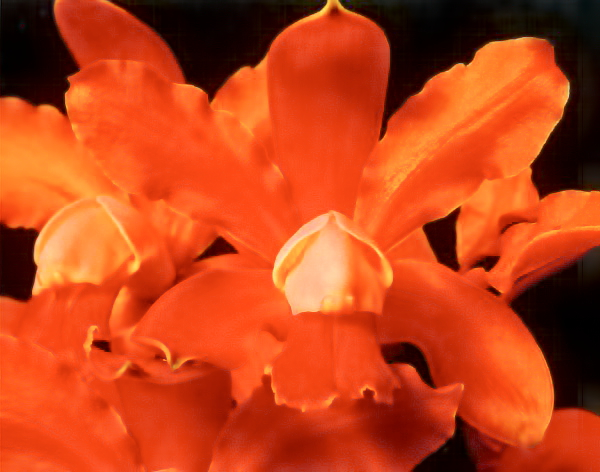